# Мальмансталь
Мальманста́ль — колишнє село, а тепер урочище на річці Рибник Майданський, на межі Дрогобицького та Стрийського районів Львівщини.
Це хутір біля Майдану, де мешкали німецькі та чеські металурги, що обслуговували доменну піч, збудовану в 1814 році. Потім там жили польські металурги та лісоруби, а тепер лишилася тільки назва. З Мальмансталю до Верхнього Синєвидного у 1903 (або 1913) році збудували вузькоколійку, щоб вивозити ліс. Дерево скінчилося, повінь 1968 (або 1969) року розмила колію, а залізо розікрали.

## Географія
Урочище розташоване в улоговині серед Сколівських Бескидів на середній висоті 600 м над р. м. за 5,5 км на південь від центру села Майдан на річці Рибник Майданський.
Наявні родовища залізної руди.
Місцевість знаходиться на території Національного природного парку "Сколівські Бескиди".
Заїхати в урочище можна лише від села Майдан. Дорога ґрунтова та малопроїзна.
Сусідні населені пункти:

## Історія
З червня 1782 до січня 1786 в Галичину переселилися 14 735 німецьких колоністів. Вони оселялись або в селах з місцевим населенням, або засновували нові. У Східній Галичині, де була потреба удосконалювати сільське господарство, іммігранти з німецьких країн були бажаними поселенцями. Так виник і Мальмансталь.
За даними німецької Вікіпедії (без посилання на джерело), близько 1820 року на південь від Майдана було побудовано поселення німецьких лісових робітників під назвою Mallmannsthal. https://de.wikipedia.org/wiki/Majdan_(Drohobytsch). Однак, це твердження можна піддавати сумніву, оскільки у серпні 1806 р. розпалась Священна Римська імперія і австрійський імператор Йосиф II, котрий ініціював переселення німців у східні регіони, зрікся престолу.
У 1773 р. в Галичині, після її приєднання до монархії Габсбургів, що у той час перебувала у складі Священної Римської імперії, здійснили адміністративну реорганізацію краю. Поселення Мальмансталь утворилось у тодішньому Дрогобицькому районі Самбірського крайсу (округу) Королівства Галичини та Володимирії Австрійської монархії.
У період 1805-1918 рр. поселення знаходилось у громаді Майдан на території Дрогобицького дистрикту (повіту (нім. Gebiet, пол. powiat)) Самбірського округу (крайсу, циркула (нім. Kreis, пол. cyrkuł)) Королівства Галичини та Володимирії Австрійської імперії, а з 1867 р. - Австро-Угорщини.
На поч. ХХ ст. населений пункт існував як самостійне поселення.
У період ЗУНР поселення входило у склад Дрогобицького повіту Самбірської військової округи Львівської військової області.
У 1920 р, з приходом Польщі, хутір волості Майдан увійшов до Дрогобицького повіту Львівського воєводства.
У 1930 році в Мальмансталі було відкрито гірський курінь Дрогобицького осередку ОУН.
1 серпня 1934 р. в Дрогобицькому повіті було створено ґміну Новий Кропивник з центром у с. Новий Кропивник. У склад ґміни входили сільські громади: Довге Підбузьке, Ластівка, Майдан, Новий Кропивник, Старий Кропивник, Рибник.
Перед Другою світовою війною в Майдані та Мальмансталі проживало близько 1000 жителів, більшість з яких були поляками-католиками або полонізованими нащадками німців.
За часів УРСР, станом на 01 вересня 1940 р. хутір Мальмансталь належав до Майданської сільської ради Підбузького району Дрогобицької області. Поселення було позначено на карті Дрогобицької області УРСР 1941 року видавництва.
У період нацистської окупації під час Другої світової війни, зі серпня 1941 року село увійшло до волості (нім. Landgemeinde) Новий Кропивник окружного староства Дрогобич (нім. Kreishauptmannschaft Drohobycz) дистрикту Галичина Генерал-губернаторства для окупованих польських земель.
Дистрикт Галичина припинив своє існування наприкінці липня 1944 року, коли внаслідок Львівсько-Сандомирської операції, був ліквідований, а німецька окупація змінилася на радянську. 6 серпня 1944 року до адміністративного центру округи вступили радянські війська.
Поляки покинули це місце після 1945 р. Поселення Мальмансталь згодом спалили і знищили.
У 1946 р. в адміністративно-територіальному довіднику УРСР поселення згадано як хутір Долинівка Майданської сільської ради. Перейменоване було 7 травня 1946 р. Указом Президії Верховної Ради УРСР.
Якщо спиратися на розповіді місцевих мешканців, поселення існувало ще до 1946 року. За їхніми даними, хутір в основному населяли поляки – лісоруби, які після Другої світової війни самі залишили хутір через недоцільність їх перебування в нових політичних умовах. Поляки почали зазнавати сильних утисків зі сторони українських націоналістів. Але є ще версія про примусове виселення хутора комуністами, який нібито став опорним пунктом Української повстанської армії.
У період 1959-1962 р., після адміністративної реформи, потічком Рибник Майданський на якому розміщувалось поселення, провели межу між Турківським та Сколівським районами Львівської області.
З 2020 р, після чергової адміністративної реформи, - потічком проходить межа між оновленими Дрогобицьким та Стрийським районами.
Станом на 2024 р. від хутора нічого не залишилось. Якщо заглибитись далі за шлагбаум, який перекриває в’їзд на заповідну територію, можна ще побачити фруктові сади та обриси дворів, які пізнаються у ландшафті.

## Походженняназви
Німецькою мовою поселення називалось Mallmannsthal. Ополонізований варіант - Malmanstal. Зросійщена назва, що використовувалась упродовж 1939 - 1941  та 1944 - 1946 років - Монмансталь. 
Щодо топонімів, Мальм (від давньошведської: Malmber) позначає територію за межами центру міста в кількох містах Швеції та Фінляндії, наприклад, у Стокгольмі та Гельсінкі. Зазвичай, у давнину там селились поденні робітники та ремісники.
Назва означає «піщана місцевість» і походить від шведського дієслова mala (що може означати "мелений камінь", "щебінь", "гравій", "пісок", "морена"; з данської, "розриватися", "розколюватися"; з норвезької - "дробити") і, таким чином, є позначенням деяких мореневих відкладень, часто ескер та оз, які виникли внаслідок танення льодовикового щита в Скандинавії. Звідси також походять топоніми Malmslätt ("піщана рівнина") та Malmö ("піщаний пагорб").
З цього можна припустити, що Mallmannsthal можна перекласти як "пісок (дроблений камінь) для заліза", де malm - "дрібний камінь/пісок/гравій", а sthal - "залізо", "сталь".
Цікаво, що слово «malm» у сучасних шведській та данській мовах означає "руда".
Первісно мальмами називали безлюдні піщані чи глинисті райони за межами міст. Таким чином слово набуло вторинного значення "передмістя". Так виникли топоніми Norrmalm, Malmslätt, Malmbäck, Södermalm, Östermalm, Västermalm та інші.
У минулі часи на malmene на північ і південь від Стокгольма було звичайним явищем мати заміські будинки, сауни та садові ділянки. Маєтки, що виникли в 17-18 століттях на стокгольмському malme, стали називати malmgårdar (заміськими маєтками). https://runeberg.org/nfbq/0342.html
З цього можна припустити, що Mallmannsthal можна перекласти як "передмістя на родовищах заліза", де Malm - "передмістя", а sthal - "залізо", "сталь".
Достовірних джерел походження назви не виявлено. Припущення:
- Mallmann - з данської "торговець". Sthal - з данської "стабільний". Назву можна перекласти як "стабільний торговець"
- Malm mine - з данської "копальня руди"
- Malm og stål - з данської мови "руда і сталь"
- Mallmann - поширене німецьке прізвище. Назву можна перекласти як "залізо Мальмана"
- Malm - з данської "руда"
- Malm - зі шведської "руда"
- Erz und Stahl - з німецької "руда і сталь"
- Erz an Stahl - з німецької "руда для сталі"
- Hål - зі шведської "озеро", "яма", "діра", "отвір"

Дослідник-любитель А. М'язик припускає, що назва з нововерхньонімецької (або якогось з діалектів німецької) мови може означати "копальня руди для сталі", "копальня залізистої руди".
Дослідник німецької герменевтики Олег Радченко допускає такі варіанти походження назви:
- Mallmann - німецьке прізвище, а thal - долина. Тобто, буквально "Долина Мальмана".
- Mallmann - чоловік з рябою шкірою. Так називали людей із Сілезії, яка з 1740 р. до 1918 р. була у складі Королівства Пруссії та у складі Вільної держави Пруссія у 1918-1945 роках. Thal - долина. S як сполучний елемент. Тобто "Долина рябошкірих людей". Теоретично засновниками поселення могли бути німці, переселені із Сілезії.
- Malman - з ранньоновонімецької мови - мірошник, мельник. Thal - долина. Як малоймовірний варіант, "Долина мельника".

## Вузькоколійна залізниця
Зростання економіки Австро-Угорщини в 2-й половині XIX ст. зумовило необхідність інтенсивнішого використання лісових ресурсів українських Карпат. Відкриття нових тартаків, збільшення можливостей вивезення лісових багатств у центральні регіони метрополії та за її межі в зв’язку з уведенням в дію нових залізниць вимагало зростання обсягів робіт та доставки промислової деревини. Однак ліси, що прилягали до шосейних шляхів, до кінця століття були практично вирубані. Тому нові лісосіки відводилися у віддалених місцях, найраціональнішим транспортом для вивезення деревини з котрих, виявилися вузькоколійні залізниці, що з кінця XIX ст. почали працювати паралельно з мережею ширококолійних.
Історія вузької залізниці в Карпатах розпочалася у 1873 р., коли австрійський підприємець, барон Л. Поппер фон Подґарі переніс з Угорщини в Галичину головний офіс своєї фірми, яка спеціалізувалася на заготівлі, переробці й збуті деревини. Він влаштував у 
Вигоді перший тартак, а вже в 1883 р. сюди було проведено залізничне полотно. 
У 1895-1896 рр. долиною річки Стрий планували збудувати залізницю Синевідсько Вижнє - Кропивник - Турка - Самбір. Однак ці плани так і не було реалізовано. У 1895-1906 роках цією трасою проклали лише лісову вузькоколійку Синевідсько Вижнє - Крушельниця, продовжену пізніше до Рибника з відгалуженнями на Зубрицю та Мальмансталь.
Так от створена вузькоколійка у поселенні у 1903 або 1913 році. Важливу роль у її створенні відіграв барон Альберт Гредель, який наприкінці 19 сторіччя став найбільшим власником лісів на Сколівщині. За деякими легендами кажуть що барон Гредель виграв ці ліси у казино. Сьогодні про барона нагадує палац Гределів, який можна побачити у Сколе і який є цікавим туристичним об’єктом. Цьому передувало прокладання звичної колії сполученням Стрий - Мукачево, що призвело до своєрідної індустріальної революції у цих краях, тож вирубка лісів набула промислових масштабів. Спочатку все було добре, коли рубали поруч, але згодом при заглибленні в гори виникла потреба у створенні такої собі промислової вузькоколійної системи.
Головну лінію вузькоколійки від Верхнього Синьовидного до Мальмансталю прокладено у 1895–1913 рр. Підрядні роботи по будівництву виконувала польська фірма «Лібіга». Колія розпочиналася з села Верхнє Синьовидне, хоча це радше була фінальна зупинка куди звозився весь ліс. Тут існувала велика пилорама, перевантажувальний пункт на звичну колію і депо для обслуговування паровозів.
У селі Майдан було споруджено вузлову станцію де відбувалося розгалуження: одна гілка йшла на хутір Мальмансталь, а інша, збудована у 1928 р., - до села Зубриця. Обидві лінії закінчувалися в горах, біля Завадки.
Первинною була ширина колії у 800 мм. Згодом її було перепрошито під радянський стандарт вузькоколійок у 750 мм. Обслуговували цю колію паровози серій ПТ-4 та ВП-1. Пробували в Україні знайти їх екземпляри – наразі безуспішно. Проте вузькоколійний паровоз серії ГР-6 можна побачити в музеї вузькоколійної техніки в селі Колочава, що на Закарпатті.
Ця залізниця існувала до 1969 року. Її розібрали після масштабної повені 1969 року.
Вийшла книжка Андрія Бассараба, Михайла Гнатишина та Ігоря Чудійовича "Вузькоколійка Сколівських Бескидів", у якій описані ця та інші локальні залізниці. Їх будували здебільшого для перевезення лісу. Однак у 1930-х роках на ній було запроваджено пасажирський рух. Ця лінія стала однією з перших малих залізниць Європи, яка отримала ліцензію для туристичного руху.
Про те що цей край був ще й туристично розвинений свідчать старі туристичні польські путівники 20-х років минулого сторіччя. В одному з них довідуємося про лижний тур «Трускавець - Пікуй», який пролягав через Майдан. На хуторі Мальмансталь існував туристичний притулок де туристи зупинялися на ночівлю і вже на другий день вирушали в марш-кидок в 50 кілометрів до гори Пікуй. До речі споруда цього притулку збереглася ще й до сьогодні. Якимось дивом вона була розібрана і перенесена у Майдан до колишнього піонерського табору. Хоча табір сьогодні також закинутий та все ж будівля ще доступна для оглядин. Ну і десь в районі табору розташовувалося майданівське депо.

## Розведення зубрів
В урочищі є лісничівка, біля якої зимує стадо червонокнижних зубрів, яких недавно почали тут розводити у дикій природі. У будівлі можна приготувати польовий обід та заночувати.
До Національного природного парку "Сколівські Бескиди" у червні 2009 р. привезли 5 зубрів для відродження популяції. Тошка, Тіра, Талія, Тасідос, Тео – так звуть зубрів. Привезли їх з Німеччини, з парку диких тварин Гера. Через рік до них приєднались ще чотири зубри із національного парку Німеччини "Баварський ліс" та один із австрійського центру відновлення тварин "Маршфельдські замки".
Перша партія тварин залишила вольєр у травні 2010 року, друга – в лютому 2011 року. Зубри повернулися в дику природу.
З того часу стадо збільшилось втричі, і у 2021 р. на території парку мешкало 37 особин.
Загрози зубрам в урочищі немає – від вовків та ведмедів обороняються самі, а від браконьєрів їх захищає охорона національного парку. 
Зимою приходила зграя з 10-12-ти вовків, проте до зубрів навіть не наближались – інстинкт самозбереження сильніший. Коли зубри бачать загрозу, стають в коло, а в середину ховають молодняк.
Найбільше шансів побачити тварин – наприкінці зими, коли вони у пошуках харчів виходять з гущавин лісу. Але й без зубрів краєвиди тут неймовірні.
Побачити володіння карпатського зубра, а також взяти участь у майстер-класі з фотографії можна під час експедицій у супроводі біолога та фотографа дикої природи Михайла Богомаза.